# Ford Mondeo II
La Ford Mondeo II (oppure Mondeo MkII o Mk2) è un'autovettura di segmento D prodotta dalla filiale europea della casa automobilistica statunitense Ford dal 2000 al 2007.
Si tratta della seconda generazione dell'omonima berlina.

## Storia
Lanciata nell'ottobre del 2000 come berlina e SW, questa Mondeo fu più grande della sua progenitrice e portava con sé i tipici tratti del New edge design, inaugurato con la prima serie della più compatta Focus.
Seguendo i nuovi standard introdotti dalla Volkswagen Passat V nel 1996, la Ford diede per la Mondeo grande attenzione nella realizzazione degli interni. Abbandonò il tipico design americano della prima serie optando per quello tedesco che non sembrò solamente più sofisticato, ma anche di una maggiore qualità in quanto vennero utilizzati materiali più costosi.
La piattaforma della nuova Mondeo è rinnovata rispetto alla serie precedente; in particolare il telaio e le sospensioni sono gli stessi della serie precedente ma profondamente rivisti. Per esempio il passo viene allungato di 5 cm per sopperire alle lamentele sullo spazio posteriore relative alla serie precedente. Tale piattaforma viene utilizzata anche base per altri modelli del Gruppo Ford, alcuni dei quali sono entrati nel mercato immediatamente prima della Mondeo. Ad esempio il pianale della Mazda 6 e quello della Jaguar X-Type sono strettamente derivati da quello della Mondeo. Anche in questa serie, poi, sono tre le varianti di carrozzeria disponibili: berlina a due o tre volumi e station-wagon.
Come per la progenitrice, la sicurezza passiva fu uno dei punti di forza della nuova Mondeo. Con un corpo vettura più resistente, la Ford introdusse l'"Intelligent Protection System" (IPS), un sistema "intelligente" di sensori capace di decidere la migliore combinazione di sicurezza attivando o meno gli airbag frontali, laterali o a tendina. Come sicurezza attiva, tutte le versioni vennero dotate di ABS ed EBD, mentre l'ESP era un optional.
Per la seconda serie, il 1.6 Zetec venne eliminato mentre il 1.8 e il 2.0 vennero pesantemente revisionati e rinominati Duratec. Il motore 2.5 V6 venne mantenuto, mentre il 3.0 litri è stato sviluppato per l'ST220, nel 2002. L'arcaico Endura-E 1.8 turbodiesel venne rimpiazzato da un più sofisticato 2.0 Duratorq con iniezione diretta (TDDi) con turbocompressore a geometria variabile. Questa particolare turbina garantì una maggiore spinta, fino al 10% in più di coppia motrice per brevi periodi di tempo. Venne introdotta anche una nuova trasmissione automatica chiamata Durashift. Questa unità aveva 5 rapporti che potevano essere usati in automatico o in manuale.
A differenza del modello precedente, questa generazione non è stata commercializzata nel mercato statunitense. Ad ogni modo, una variante denominata Metrostar è stata venduta nei paesi asiatici (Taiwan, Cina). La carrozzeria, unicamente disponibile nella variante a 4 porte, era leggermente diversa rispetto ai modelli europei, mentre l'interno era sostanzialmente identico. Le motorizzazioni vendute erano i 2.0 e i 2.5 a benzina.

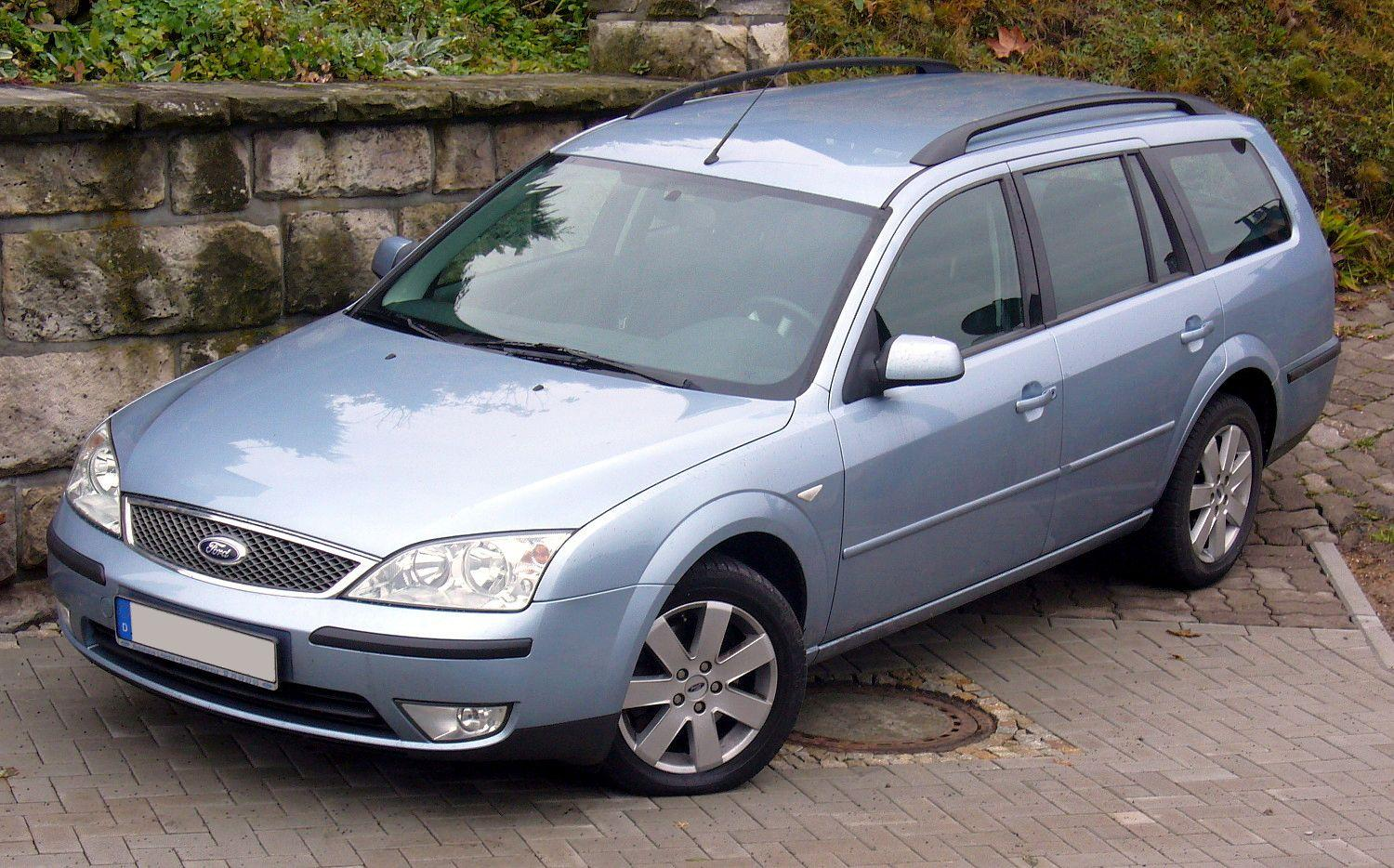
Mondeo Restyling 2003

## Evoluzione

### Il facelift del 2003
Nel giugno 2003, la Mondeo ricevette un aggiornamento, i nuovi modelli potevano essere riconosciuti grazie a una griglia anteriore più grande a nido d'ape e cromata al posto della calandra a listelli obliqui, dai fari fendinebbia anteriori di forma trapezoidale al posto di quelli tondi, dagli indicatori di direzione posteriori trasparenti e non fumè, da un nuovo cruscotto di qualità maggiore realizzato con materiali di alta qualità con climatizzatore automatico, radio Ford standard o Sony, oppure un navigatore satellitare con radio/ lettore CD con i controlli per il climatizzatore inclusi a causa delle grosse dimensioni dell'unità. Il cambio Durashift era disponibile con i comandi al volante, mentre venne introdotto un Duratorq turbodiesel common rail nelle varianti da 85 kW (116 CV) e 96 kW (130 CV). Le motorizzazioni benzina vennero revisionate introducendo la versione SCI (iniezione diretta) del 1.8 Duratec, che generava 4 kW (6 CV) in più dell'1.8 normale. Inoltre, il computer di bordo venne inserito di serie su tutti i modelli, mentre il cruise control solo in alcuni mercati.

### Il restyling del 2005

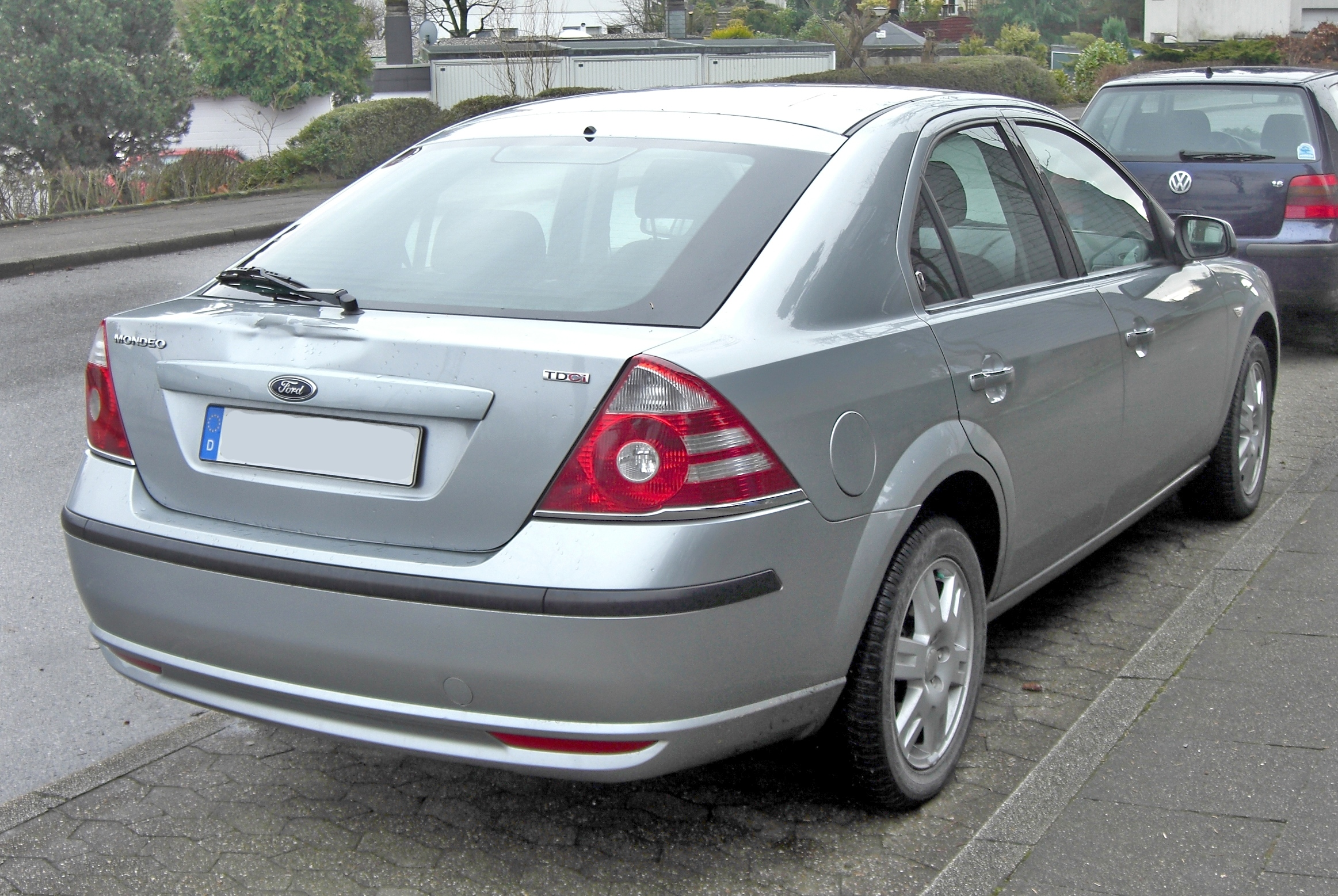
Il retro dopo il facelift del 2005

Nel 2005, venne prodotto un secondo aggiornamento, più profondo rispetto a quello del 2003. Gli esterni vennero modificati in maniera più corposa: ora il paraurti anteriore è stato leggermente ridisegnato, assieme al paraurti posteriore e ai gruppi ottici posteriori, per ringiovanire il volto dell'auto e renderla più sportiveggiante.
Vengono poi introdotti due nuovi Duratorq a iniezione diretta (TDCi), un 2.2 da 114 kW (155 CV) e una versione depotenziata del 2.0 da 115 CV, portato a 66 kW (90 CV), disponibile solo per alcuni mercati. Comparve di serie il sistema d'avviso audio/visivo per le cinture di sicurezza.
A partire dal 2006, però la Mondeo-Metrostar a incominciava a manifestare segni di vecchiaia nella linea e nella gamma motoristica. Nel 2007, a maggio, fu tolta dai listini, sostituita dalla Ford Mondeo di terza generazione.

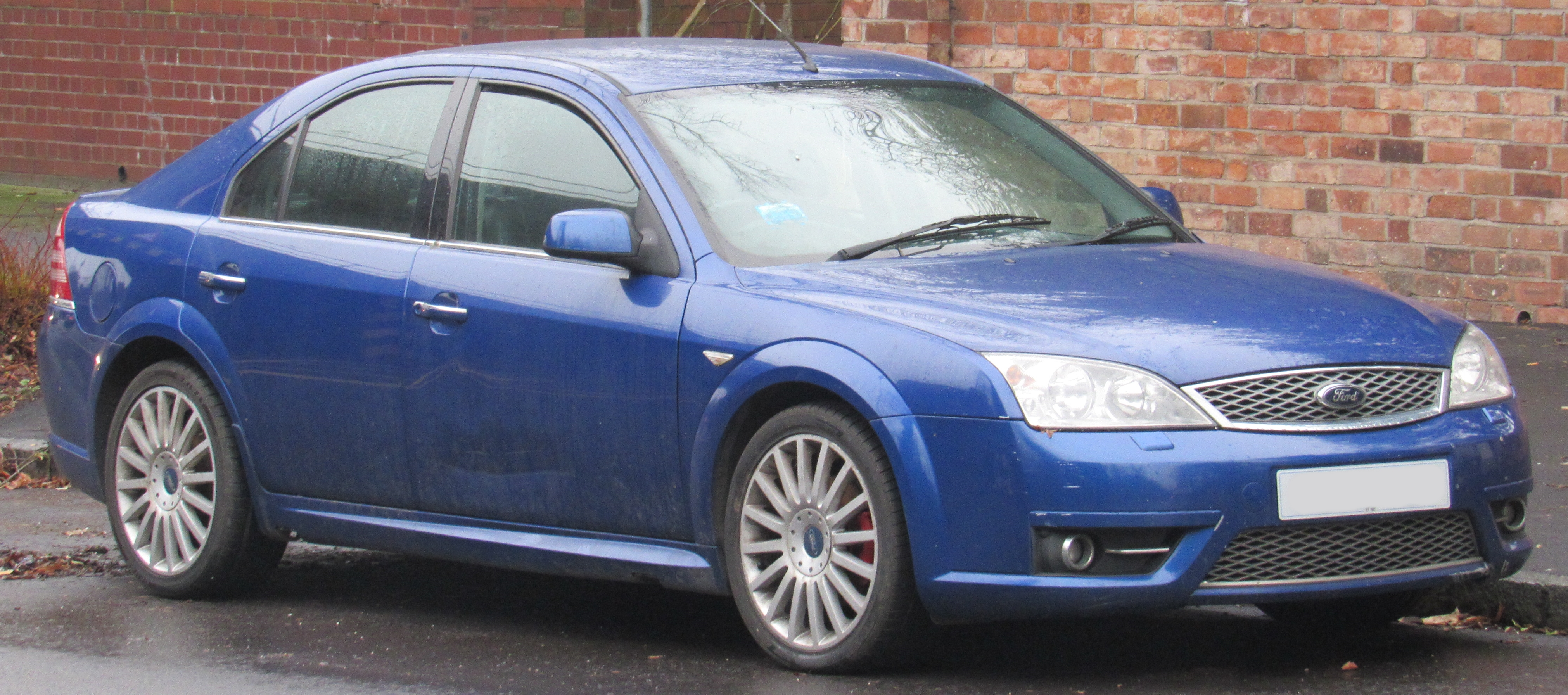
ST220

### La Ford Mondeo ST220
Nel 2002 Ford ha lanciato la nuova Ford Mondeo ST220, versione di punta mossa da un motore a 6 cilindri che arriva a 226 CV. L'auto raggiunge i 260 km/h.
La Mondeo ST220 non si differenzia solo per il motore, ma anche dalle minigonne sottoporta, dalla griglia cromata a nido d'ape (la stessa adottata dal 2003 su tutte le Mondeo), dai lavafari, dai cerchi in lega specifici, dal paraurti posteriore sportivo e dallo spoiler sul portellone. Internamente c'è una plancia nera e dei sedili sportiveggianti in pelle.
Nel 2003 cambia il colore degli indicatori di direzione nei gruppi ottici posteriori, ora più chiari. Nel 2005, invece, c'è il restyling più marcato: le modifiche riguardano i gruppi ottici posteriori e il paraurti posteriore. È stata venduta come berlina 4 porte, come berlina 5 porte (fastback) e station wagon. La Mondeo ST220 è uscita di produzione a inizio 2007, insieme al resto della gamma.

## Motorizzazioni
| Modello             | Disponibilità        | Motore  | Cilindrata (cm³) | Potenza         | Coppia max (Nm) | Emissioni CO2 (g/km) | 0–100 km/h (secondi) | Velocità max (km/h) | Consumo medio (km/L) |
| 1.8i 16V            | dall'esordio al 2007 | Benzina | 1798             | 92 kW (125 CV)  | 170             | 182                  | 10.8                 | 205                 | 12                   |
| 1.8 SCi 16V         | dal 2003 al 2007     | Benzina | 1798             | 96 kW (131 CV)  | 175             | 173                  | 10.6                 | 207                 | 13.1                 |
| 2.0i 16V            | dall'esordio al 2007 | Benzina | 1999             | 107 kW (145 CV) | 190             | 189                  | 9.8                  | 215                 | 11.5                 |
| 2.5i V6             | dall'esordio al 2007 | Benzina | 2495             | 125 kW (170 CV) | 220             | 244                  | 8.5                  | 225                 | 9.8                  |
| 3.0i V6 ST220       | dal 2002 al 2007     | Benzina | 2967             | 166 kW (226 CV) | 280             | 226                  | 7.6                  | 250                 | 9.6                  |
| 2.0 TDDi            | dall'esordio al 2002 | Diesel  | 1998             | 85 kW (116 CV)  | 280             | n.d                  | 10.6                 | 195                 | 15.8                 |
| 2.0 16V TDCi 115 CV | dal 2002 al 2007     | Diesel  | 1998             | 85 kW (116 CV)  | 285             | 151                  | 10.8                 | 200                 | 15.8                 |
| 2.0 16V TDCi 130 CV | dal 2002 al 2007     | Diesel  | 1998             | 96 kW (131 CV)  | 330             | 154                  | 9.8                  | 208                 | 15.8                 |
| 2.2 16V TDCi        | dal 2004 al 2007     | Diesel  | 2198             | 114 kW (155 CV) | 360             | 161                  | 8.7                  | 223                 | 15.8                 |

## Riconoscimenti
- Volante d'Oro 2000